# Emilio Santacana y Mensayas

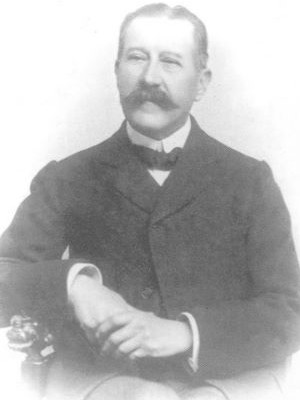
Emilio Santacana y Mensayas

Emilio Santacana y Mensayas (Algeciras, 20 de julio de 1846-Algeciras, 30 de junio de 1916) fue un escritor y político español.

## Biografía
Tras ser educado en Londres desde los trece años, Emilio Santacana regenta los negocios familiares en Algeciras y consigue hacerse de un nombre en ella, gracias también a la fama conseguida como escritor; fue alcalde por el Partido Liberal durante los periodos 1893-1894 y 1906-1907 coincidiendo en este último con la Conferencia Internacional de Algeciras de la que fue anfitrión y tras la que se le nombró hijo predilecto de la ciudad. 
Como parte de la burguesía de la ciudad procuró modernizarla con un moderno alcantarillado e invirtió parte de su dinero en instalar el primer alumbrado público.

## Obras principales
- Antiguo y moderno Algeciras (1901) es el primer libro dedicado íntegramente a la historia de su ciudad.
- Un desastre y varias reliquias, sobre la destrucción de Algeciras por parte de Muhammad V de Granada.
- La mujer de Algeciras, obra desaparecida de la que apenas se conoce su título.

- Datos: Q5831317
- Multimedia: Emilio Santacana / Q5831317